# Monte Dzeržinskij

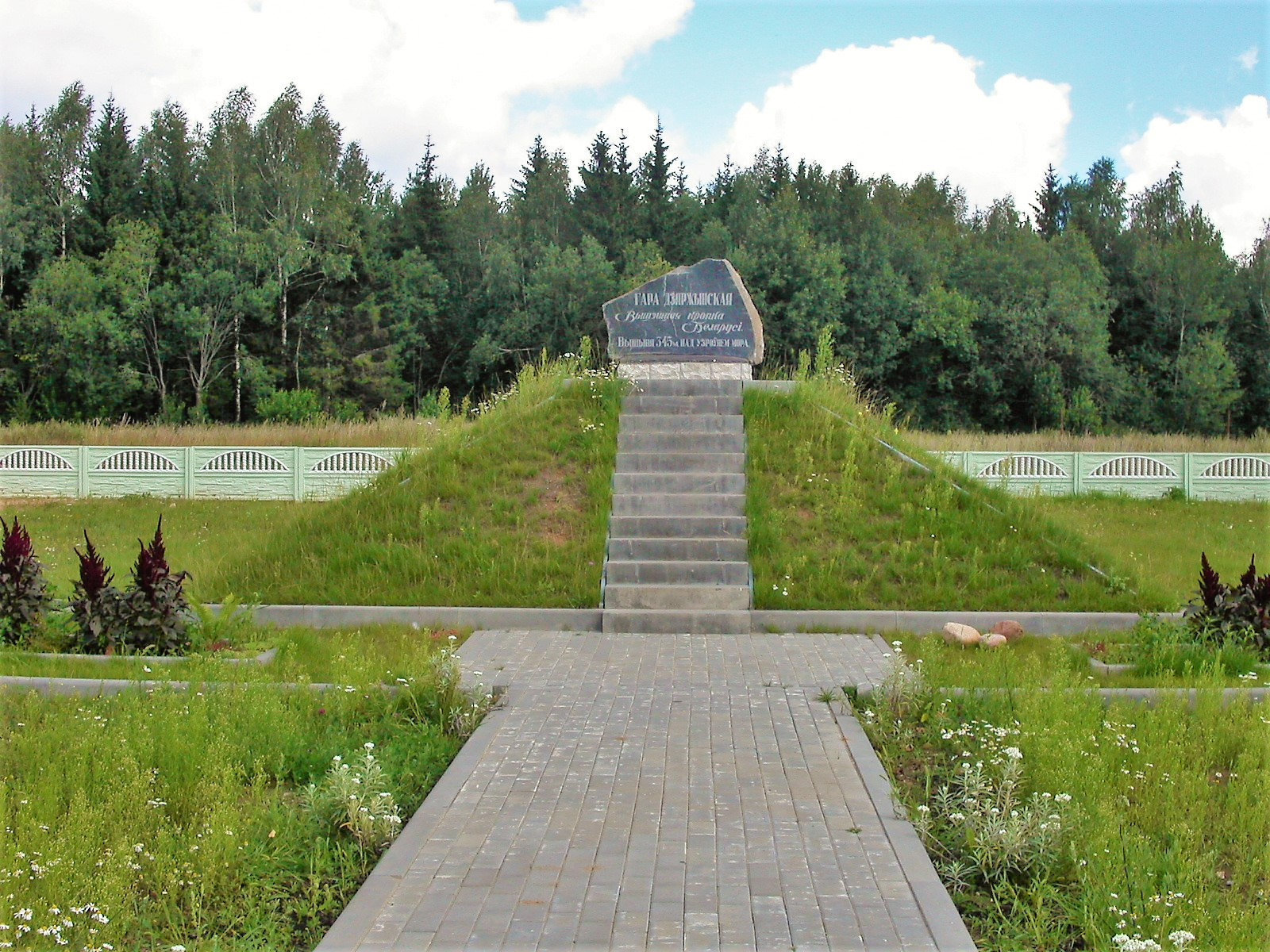
Monumento sulla sommità del Monte Dzeržinskij

Il monte Dzeržinskij (in bielorusso Дзяржынская гара?, Dzjaržynskaja hara), di 345 metri di altezza sul livello del mare, è il punto più elevato della Bielorussia. È situato presso il villaggio di Skirmuntava, ad ovest di Minsk, la capitale, e a 19 km a nord-nord-ovest della città di Dzjaržynsk.

## Storia
La collina in passato si chiamava Svjataja hara (in bielorusso: Святая гара); il nome attuale è stato scelto nel 1958 in onore di Feliks Ėdmundovič Dzeržinskij, il fondatore della Čeka, considerato un eroe nazionale in Bielorussia.